# هيلدا دوليتل
هيلدا «هـ.د.» دوليتل (بالإنجليزية: Hilda "H.D." Doolittle)؛ (10 سبتمبر 1886 - 27 سبتمبر 1961)، هي شاعرة، وروائية، وكاتبة مذكرات أميركية مرتبطة بمجموعة الشعراء التصويريين الطليعيين في أوائل القرن العشرين، أمثال عزرا باوند وريتشارد ألدنجتون. نشرت تحت اسمها القلمي هـ.د.
ولدت هيلدا في بيت لحم، بولاية بنسلفانيا في عام 1886. وانتقلت إلى لندن في عام 1911، حيث لعبت دورًا مركزيًا داخل الحركة التصويرية الناشئة آنذاك. كان لدى هيدا شخصية قوية مدعومة من قبل الشاعر الحداثي عزرا باوند، الذي كان له دور أساسي في بناء وتعزيز مسيرتها المهنية. بين عامي 1916-1917، عملت كمحررة أدبية لمجلة إيجوست، بينما ظهر شعرها في ذا إنجلش ريفيو وذا ترانس أتلانتك ريفيو. خلال الحرب العالمية الأولى، عانت هيلدا من وفاة شقيقها وانتهاء زواجها من الشاعر ريتشارد ألدنجتون، ألقت هذه الأحداث بثقلها على شِعرها في وقت لاحق. كتب المؤلف التصويري جلين هيوز أن «قصائدها تبكي وحدتها». كان لديها اهتمام عميق بالأدب اليوناني القديم، وغالبًا ما اقتبست شعرها من الميثولوجيا اليونانية والشعراء الكلاسيكيين. ويلاحظ في عملها إدراجها للمشاهد والأشياء الطبيعية، والتي غالبًا ما تستخدم للتعبير عن شعور أو مزاج معين.
صادقت سيغموند فرويد في الثلاثينيات من القرن العشرين، وأصبحت مريضته لكي تتمكن من الفهم والتعبير عن ازدواجية ميولها الجنسية، وبقايا صدمتها من الحرب، وكتابتها، وتجاربها الروحية. تزوجت هيلدا مرةً واحدة، ومرت بعدد من العلاقات مع كل من الرجال والنساء. كانت غير آسفة عن حياتها الجنسية، وبالتالي أصبحت رمزًا لكل من حقوق LGBT والحركات النسوية عندما تم إعادة اكتشاف قصائدها، ومسرحياتها، ورسائلها، ومقالاتها خلال السبعينيات والثمانينيات.

## المسيرة المهنية

### النشأة
ولدت هيلدا دوليتل في لدى عائلة مورافية في بيت لحم، بنسلفانيا. كان والدها تشارلز دوليتل أستاذًا في علم الفلك في جامعة ليهاي ووالدتها هيلين وول مسيحية مورافية مع اهتمام قوي بالموسيقى. كانت هيلدا الوحيدة الباقية على قيد الحياة في عائلة مكونة من خمسة أبناء. في عام 1896، عُين تشارلز دوليتل أستاذًا في علم الفلك في جامعة بنسلفانيا، وانتقلت العائلة إلى منزل في بلدة أبر داربي. التحقت هيلدا بعدها بمدرسة أصدقاء فيلادلفيا الثانوية المركزية، في الشارع الخامس عشر وشارع السباق، وتخرّجت في عام 1905م. وفي عام 1901م، التقت وصادقت عزرا باوند، الذي كان يلعب دورًا رئيسيًا في حياتها الخاصة وبروزها ككاتبة. في عام 1905، قدمها باوند مع مجموعة من القصائد الرومانسية تحت العنوان الجماعي كتاب هيلدا.
في تلك السنة، التحقت هيلدا بكلية برين ماور لدراسة الأدب اليوناني، لكنها غادرت بعد ثلاثة فصول فقط بسبب سوء الصفوف وحجة سوء الصحة، وكانت قد التقت بالشاعرين ماريان مور وويليام كارلوس ويليامز أثناء وجودها في الكلية. نشرت أول كتابات لها، وكانت عبارة عن قصص للأطفال في مجلة الرفيق، وهي صحيفة تابعة لكنيسة فيلادلفيا المشيخية، بين عامي 1909 و1913، معظمها تحت اسم إديث جراي. في عام 1907، أصبحت مخطوبة لباوند. لم يوافق والدها على باوند، وبحلول الوقت الذي غادر فيه باوند إلى أوروبا في عام 1908، تم إلغاء الخطوبة. في ذلك الوقت بدأت هيلدا علاقة مع طالبة فن شابة في أكاديمية بنسلفانيا للفنون الجميلة تدعى فرانسيس جوزيف جريج. بعد أن أمضت جزءًا من عام 1910 تعيش في قرية غرينتش، أبحرت إلى أوروبا مع جريج ووالدة جريج في عام 1911. بدأت هيلدا مهنة أكثر جدية ككاتبة في أوروبا. وفترت علاقتها مع جريج، والتقت فتاة محبة للكاتبة تدعى بريجيت باتمور التي قضت معها علاقة غرامية. قدمت باتمور هيلدا إلى شاعر آخر، وهو ريتشارد ألدنجتون.

### تصويرية هيلدا
بعد وقت قصير من وصولها إلى إنجلترا، أطلعت دولتيل باوند على بعض القصائد التي كتبتها، وبدأ باوند اللقاء مع شعراء آخرين في مطعم برج إيفل في سوهو. لقد تأثر باوند بقرب قصائدها إلى الأفكار والمبادئ التي كان يناقشها مع ألدنجتون، حيث كان يشاركه في خطط لإصلاح الشعر المعاصر من خلال الشعر الحر، وشعر التاناكا، وهو أحد أنواع الشعر في الأدب الياباني الكلاسيكي)، وصرامة وإيجاز شعر الهايكو، وإزالة كل إسهاب لا داعي له. ثُمّ في صيف عام 1912م، سمى الشعراء الثلاثة أنفسهم «التصويرين الثلاثة الأصليين»، ووضعوا مبادئ حركتهم على النحو التالي:
1. المعالجة المباشرة لـ «الشيء» سواء ذاتي أو موضوعي.
2. عدم استخدام أي كلمة لا تسهم في العرض التقديمي.
3. فيما يتعلق بالوزن: أن يؤلف في سياق العبارة الموسيقية، وليس في سياق رقاص الإيقاع.[18][19]

خلال اجتماع مع هيلدا في غرفة الشاي بالقرب من المتحف البريطاني في ذلك العام، ألحق باوند توقيع H.D. Imagiste بشعر هيلدا، وخلق بذلك تسمية استمرت معها لمعظم حياتها الكتابية. ومع ذلك أخبرت هيلدا روايات مختلفة من هذه القصة في أوقات مختلفة، ونشرت خلال مسيرتها تحت مجموعة متنوعة من الأسماء المستعارة. في العام نفسه، بدأت هارييت مونرو في مجلتها الشعر وطلبت من باوند العمل كمحرر أجنبي. في أكتوبر، قدم ثلاث قصائد لكل من هيلدا وألدنجتون تحت عنوان التصويرين. كانت قصائد ألدنجتون في عدد تشرين الثاني / نوفمبر من مجلة الشعر، وقصائد هيلدا «هيرميس في الطرق»، و«البستان»، و«إبيجراما» في عدد يناير 1913م، وبذلك تمّ إطلاق التصويرية كحركة أدبية مع وجود هـ.د. كمساهم رئيسي فيها.
كانت النماذج الأولى لنظرية التصويرية من اليابان، وزارت هـ.د. غرفة الطباعة الخاصة في المتحف البريطاني بصحبة ريتشارد ألدنجتون وأمين المتحف والشاعر لورانس بينيون من أجل فحص مطبوعات نيشيكي-إي (مطبوعات خشبية متعددة الألوان) التي تضمنت الشعر الياباني التقليدي. ومع ذلك، فقد استمدت أيضًا طريقتها في كتابة القصائد من قراءتها للأدب اليوناني الكلاسيكي وخاصةً عن صافو، وقد تشاركت هذا الاهتمام مع ألدينغتون وباوند، أنتج كل منهما نسخًا من أعمال الشاعر اليوناني. في عام 1915، أطلقت هيلدا وألدنجتون سلسلة لترجمة الشعراء، وهي ترجمات من الكلاسيكيات اليونانية واللاتينية. عملت هـ.د. في مسرحيات يوربيديس، ونشرت في عام 1916 ترجمة لمسرحية ايفيجينافي أوليس، في عام 1919 ترجمة لجوقات من مسرحية ايفيجينافي أوليس وهيبوليتوس، وكانت تعديلًا لهيبوليتوس، عرفت باسم مماطلة هيبوليتوس (1927)، وترجمة لجوقات من الباكوسيات وهيكوبيه (1931)، وترجمة غير دقيقة لمسرحية يون (1937).
واصلت هيلدا ارتباطها بالمجموعة حتى الإصدار الأخير من مختارات بعض شعراء التصويرية في عام 1917م. وقد قامت هي وألدنجتون بمعظم أعمال التحرير في مختارات 1915. وظهرت أعمالها أيضًا في مختارات التصويرية لألدنجتون في عام 1980. كانت كل كتابتها الشعرية حتى نهاية الثلاثينيات من القرن العشرين مكتوبة بأسلوب تصويري، مستخدمةً اللغة استخداماً هزيلاً، وتُظهر نقاءاً كلاسيكياً صارماً. لم يكن هذا النمط من الكتابة بدون منتقدين، ففي عدد خاص من مجلة إيغويست عن التصويرية في مايو 1915م، وصف الشاعر والناقد هارولد مونرو العمل الذي قامت به د. هـ. في وقت مبكر «الشعر البسيط»، مشيرًا إلى أنه «إمّا فقر في الخيال، أو تحفظ مُفرط بدون داعٍ».
توضح قصيدة «البستان»، وهي واحدة من أقدم وأشهر أشعارها، والتي نشرت لأول مرة في مختارات 1919، هذا الأسلوب المُبكّر:
در، أيها البحر -

در صوب أشجار الصنوبر.

رش أشجار الصنوبر العظيمة

على صخورن.

ارمِ اخضرك فوقنا

غطينا ببركٍ من التنوب.

### الحرب العالمية الأولى وبعدها

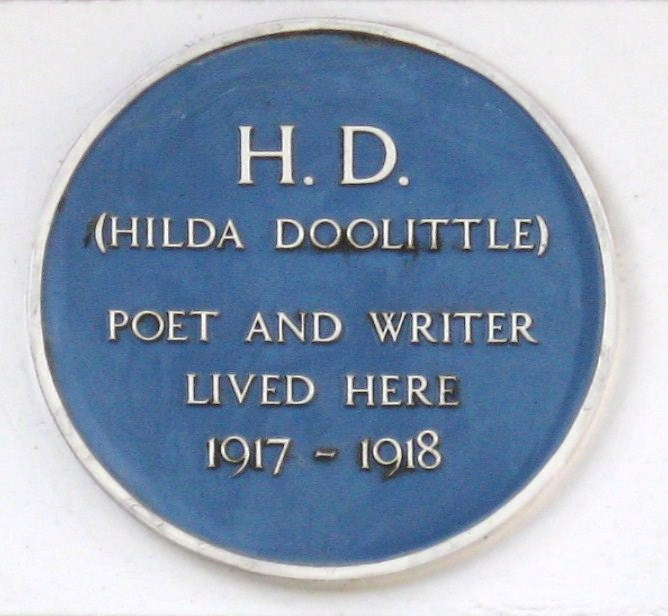
44 ميدان ميكلينبورغ في لندن

تزوجت هيلدا من ألدنجتون في عام 1913؛ وكان طفلتهما الأولى والوحيدة قد ولدت ميتة في عام 1915. أُدرج ألدنجتون في الجيش. أصبح الزوجان مبعدين، وورد أن ألدنغتون اتخذ عشيقة في عام 1917. أصبحت هيلدا متورطة في علاقة وثيقة غرامية مع ديفيد هربرت لورانس. في عام 1916، تم نشر كتابها الأول، بحر الحديقة، وتم تعيينها كمساعدة محرر في ذا إيغويست، لتحل محل زوجها. في عام 1918 قُتل شقيقها جيلبرت في معركة، وانتقلت في شهر مارس إلى كوخ في كورنوال مع الملحن سيسيل غراي، وهو صديق لورانس. أصبحت حاملاً بطفل غراي؛ ومع الوقت أدركت أنها كانت تنتظر فقط، وبردت العلاقة وعاد جراي ليعيش في لندن. عندما عاد ألدنجتون من الخدمة العسكرية كان يعاني من صدمة ملحوظة، وانفصل الزوجان لاحقًا.
على مقربة من نهاية الحرب، التقت هـ.د. الروائية الإنجليزية الثرية براير (آني وينفرد إليرمان). عاشا معًا حتى عام 1946، وعلى الرغم من أن كلتيهما ارتبتطا بالعديد من الشركاء الآخرين، بقيت براير عشيقة هيلدا لبقية حياتها. في عام 1919، اقتربت هيلدا من الموت عندما أنجبت ابنتها فرانسيس بيرديتا ألدنجتون - على الرغم من أن الأب لم يكن ألدنجتون، وإنما غراي - بينما كانت تعاني من إنفلونزا الحرب. خلال ذلك الوقت، توفي والدها الذي لم يتعاف من موت شقيقها جيلبرت. في عام 1919، كتبت دوليتل واحدة من تقاريرها القليلة المعروفة حول الشعر، بعنوان ملاحظات حول الفكر والرؤية، والتي لم تنشر حتى عام 1982. تتحدث فيه عن شعراء (شملت نفسها) على أنهم ينتمون إلى نوع من مجموعة النخبة من أصحاب الرؤى الذين يملكون القوة «لتحويل الفكر الإنساني كله».
حاولت هـيلدا وألدنغتون إنقاذ علاقتهما خلال هذا الوقت، لكنه كان يعاني من آثار مشاركته في الحرب، وربما اضطراب الكرب التالي للصدمة النفسية، فابتعدا وأصبحا يعيشان حياتين منفصلتين تمامًا، لكنهما لم يتطلقا حتى عام 1938. ومع ذلك بقيا أصدقاء لبقية حياتهما. من عام 1920، أصبحت علاقتها مع براير أقرب، وسافر الزوجان إلى مصر، واليونان، والولايات المتحدة قبل أن يستقرا في نهاية المطاف في سويسرا. دخلت براير زواج مصلحة في عام 1921 مع روبرت مكالمون، والذي سمح له بتمويل مشاريعه للنشر في باريس من خلال الاستفادة من بعض ثرواتها الشخصية لصالحه. أقامت كلٌ من براير وهيلدا دوليتل علاقة مع مكالمون خلال ذلك الوقت. تطلقت براير من مكالمون في عام 1927.

### الروايات، والأفلام، والتحليل النفسي
في أوائل عشرينيات القرن الماضي، بدأت هيلدا بكتابة ثلاث مجموعات من الروايات. تتكون أولى هذه المجموعات الروائية المعنونة باسم ماجنا غراسيا من الطرس (1921) وهيديلوس (اسم شاعر يوناني) (1928). تستخدم روايات ماجنا غراسيا الخلفية الكلاسيكية لاستكشاف الموهبة الشعرية، خاصة أنها تنطبق على النساء في الثقافة الأدبية الأبوية. وتتكون مجموعة مادريجال من هيرميون، ودعوة للحياة، وارسمها اليوم، والبروق (في الميثولوجيا اليونانية، يعتبر نبات البروق من أكثر النباتات المرتبطة بالأموات والعالم السفلي)، وتحمل هذه المجموعة طابع الترجمة الذاتية إلى حد كبير، والتعامل مع تطور الفنانة الأنثى والصراع بين الرغبة الجنسية المثلية والمغايرة. تم نشر روايتي كورا وكا والنجمة المعتادة، في مجموعة الحدود في عام 1933. وفي هذه الفترة، كتبت أيضًا زوجة بيلاطس، وميرا - ماري، وليالي.
خلال هذه الفترة، ماتت أمها وطلقت براير زوجها لتتزوج فقط من عشيق هيلدا الجديد، كينيث ماكفرسون. عاشت هيلدا وبراير وماكفرسون معًا وسافروا عبر أوروبا كما وصفها الشاعرة والناقدة باربرا غوست في سيرة لها عن هـ.د. بعنوان «الوحوش الثلاثة» تبنى ماكفيرسون وبراير ابنة هـيلدا بيرديتا. في عام 1928، أصبحت هيلدا حاملًا ولكن اختارت إجهاض الحمل في نوفمبر تشرين الثاني. قام كل من براير وماكفيرسون بإعداد مجلة كلوس أب (التي تساهم هيلدا فيها بانتظام) كوسيط للمناقشة الفكرية للسينما. في عام 1927، تم إنشاء مجموعة الأفلام السينمائية الصغيرة المستقلة أو مجموعة بول (التي تم تمويلها إلى حد كبير بميراث براير) وتم إدارتها من قبل الثلاثة. بقى فيلم واحد فقط من أفلام بول كاملًا، فيلم الحدود (1930)، والذي ظهرت فيه هيلدا وبول روبسون في الأدوار الرئيسية. على نحو مشترك مع روايات الحدود، يستكشف الفيلم حالات نفسية متطرفة وعلاقتها بالواقع السطحي. فضلًا عن التمثيل في هذا الفيلم، كتبت هـيلدا نشرة توضيحية للفيلم، والتي نُشرِت لاحقًا في مجلة كلوس أب.
في عام 1933، سافرت دوليتل إلى فيينا لإجراء تحليل مع سيغموند فرويد. كانت مهتمة بنظريات فرويد منذ عام 1909، عندما قرأت بعض أعماله باللغة الألمانية الأصلية. تمت إحالة هيلدا بواسطة محلل براير النفسي بسبب معاناتها مع جنون الارتياب حول صعود أدولف هتلر الذي يشير إلى حرب عالمية أخرى، وهي فكرة وجدتها هـيلدا لا تطاق. جعلت الحرب العظمى (الحرب العالمية الأولى) شعورها ممزقًا. لقد فقدت شقيقها في المعركة، في حين عانى زوجها من آثار الحرب، واعتقدت أن هجوم الحرب تسبب بشكل غير مباشر في وفاة طفلها مع ألدنجتون: كانت تعتقد أن صدمتها كانت عند سماعها الأخبار حول آر إم إس لوسيتانيا التي تسببت في ولادة طفلها ميتًا. كتبت القدر المحتوم، مذكراتها عن هذا التحليل النفسي، كُتبت بالتزامن مع الثلاثية ونشرت في عام 1944؛ في عام 1956 أعيد نشرها في مجلة أدفينت، وهي مجلة مختصة بالتحليل النفسي، تحت عنوان تحية لفرويد.

### الحرب العالمية الثانية وبعدها
قضت هـيلدا وبراير مدة الحرب العالمية الثانية في لندن. خلال هذا الوقت، كتبت دوليتل الهدية، وهي مذكرات عن طفولتها والحياة الأسرية في بيت لحم، بولاية بنسلفانيا، والتي تعكس الناس والأحداث في خلفيتها التي ساعدت في تشكيلها ككاتبة. تم نشر الهدية في نهاية الأمر في عام 1960 و1982. كما أنها كتبت ثلاثية، ونشرت باسم لن تسقط الأسوار (1944)، وتحية للملائكة (1945)، وإزهار العصا (1946). تشير الأسطر الافتتاحية في قصيدة لن تسقط الأسوار بوضوح وبشكل مباشر إلى انقطاع هـ.د. عن عملها السابق:
حادث هنا وهناك،

والقضبان ذهبت (للبنادق)

من ساحة بلدتك القديمة (وبلدتي).
بعد الحرب، لم تعد هـيلدا وبربرا يعيشان سوياً، ولكنهما بقيا على اتصال. حيث انتقلت هيلدا إلى سويسرا وعانت في ربيع عام 1946م من انهيار عقلي حاد، مما أدى إلى بقائها في مصحة حتى خريف ذلك العام. بصرف النظر عن عدد من الرحلات إلى الولايات، قضت بقية حياتها في سويسرا. في أواخر العام 1950م، خضعت لمزيد من العلاج، وهذه المرة مع المحلل النفسي إريك هايدت. وفي خطاب هايدت، كتبت نهاية العذاب، مذكرات عن علاقتها مع باوند، الذي سمح بتضمين قصائد كتاب هيلدا عندما تم نشر الكتاب. كانت دوليتل واحدة من الشخصيات الرائدة في الثقافة البوهيمية في لندن في العقود الأولى من القرن. يستكشف شعرها الأخير موضوعات ملحمية تقليدية، مثل العنف والحرب، من منظور نسوي. كانت أول امرأة تحصل على ميدالية الأكاديمية الأمريكية للفنون والآداب.

### أواخر حياتها ووفاتها
خلال عام 1950، كتبت هيلدا عددًا كبيرًا من القصائد، أبرزها هيلين في مصر (كُتبت بين عامي 1952 و1954)، وهو فحص من وجهة نظر نسوية لتركيز الشعر الملحمي على الذكور. استخدمت هـيلدا مسرحية يوربيديس هيلين كنقطة انطلاق لإعادة تفسير أساس حرب طروادة، وبالتالي الحرب نفسها. وقد رأى بعض النقاد هذا العمل، بما في ذلك جيفري تويتشل-واس، كرد فعل لهيلدا على عمل عزرا باوند كانتوس، وهو عمل أعجبت به كثيرًا. تشمل قصائد أخرى من هذه الفترة الحكمة، وشتاء الحب، وتعريف محكم. تم نشر هذه الثلاثة بعد وفاتها مع اللقب الجماعي تعريف محكم (1972). تأخذ القصيدة تعريف محكم نقطة انطلاقها من حبها لرجل يبلغ من العمر ثلاثين سنة، والسطر «بطيء للغاية كالوردة التي تتفتح» مأخوذ كانتوس 106 لباوند. كتبت هيلدا الحكمة في الفراش بعد سقوطها وكسر حوضها، بمثابة نوع من الخاتمة للثلاثية، كتبت جزئيًا بصوت شابة من الناجيات من هجوم، وتجد نفسها تعيش في خوف من القنبلة الذرية. وقد كتبت شتاء الحب بالتزامن مع نهاية العذاب وتستخدم شخصية بينيلوبي كما فعل الراوي هوميروس لإعادة مادة المذكرات في شكل شعري. في وقت واحد، تعتبر هـ.د. إلحاق هذه القصيدة بأنها خاتمة لقصيدة هيلين في مصر.
زارت هيلدا الولايات المتحدة في عام 1960 لنيل ميدالية الأكاديمية الأمريكية للفنون والآداب. عادت إلى سويسرا، عانت من سكتة دماغية في يوليو 1961 وتوفيت بعد شهرين في مستشفى كلينيك هيرسلاندن في زيوريخ. أعيد رمادها إلى بيت لحم، ودُفنت في قطعة أرض للعائلة في مقبرة نيسكي هيل في 28 أكتوبر 1961. وقد كتب على شاهد قبرها الأسطر التالية من قصيدتها الأولى «دع زيوس يسجل»:
لذلك قد تقول،

زهرة يونانية، نشوة يونانية

تخضع للأبد

شخص مات

بعد أغنية معقدة

فقدت إيقاعها.

## الإرث
بدأت مرحلة اكتشاف هيلدا في 1970، وتزامنت مع ظهور النقد النسوي الذي وجد الكثير مما يعجبه في قضايا الأدوار النمطية للنوع الاجتماعي في كتاباتها. على وجه التحديد، كان هؤلاء النقاد الذين كانوا يتحدون النظرة القياسية للحداثة الأدبية باللغة الإنجليزية على أساس عمل هؤلاء الكتاب من الذكور مثل باوند، وإليوت، وجيمس جويس، قادرين على استعادة هـيلدا إلى موقف أكثر أهمية في تاريخ تلك الحركة. وقد خدمت كتاباتها كنموذج لعدد من شعراء الحداثة في العمل في تقاليد الحداثة، بما في ذلك شاعرة مدرسة نيويورك باربرا غوست، والشاعرة الأنجلو-أميركية دينيس ليفرتوف، وشاعرة كلية الجبل الأسود هيلدا مورلي، وشاعرة اللغة سوزان هاو. لا يقتصر تأثيرها على الشاعرات، فقد اعترف العديد من الكتاب الذكور، بما في ذلك روبرت دنكان وروبرت كريلي، بأنهم مدينون لها.

## بيبليوغرافيا
- Blau DuPlessis, Rachel. H.D. The Career of that Struggle. The Harvester Press, 1986. (ردمك 0-7108-0548-9)
- Chisholm, Dianne. H.D.'s Freudian Poetics: Psychoanalysis in Translation. Ithaca, N.Y.: دار نشر جامعة كورنيل  [لغات أخرى]‏, 1992.
- Connor, Rachel. H.D. and the Image. Manchester, Manchester University Press, 2004. (ردمك 0-7190-6122-9)
- Duncan, Robert. The H.D. Book. Edited and with an Introduction by Michael Boughn and Victor Coleman. Berkeley: University of California Press. 2011. (ردمك 978-0-520-26075-7)
- Evans, Amy. "Accurate Mystery: Robert Duncan's H.D. Bibliography, Critically Annotated", in Journal of Cultural and Religious Theory Vol. 10 no. 2 (Spring 2010): 6-13. http://www.jcrt.org/archives/10.2/duncan-transcription.pdf
- Friedman, Susan Stanford. Penelope's Web: Gender, Modernity, and H.D.'s Fiction. New York: Cambridge UP, 1990.
- Friedman, Susan Stanford. Psyche Reborn: The Emergence of H.D.. Indiana University Press, 1981.
- باربرا غست. Herself Defined: The Poet H.D. and Her World. Collins, 1985. (ردمك 0-385-13129-1)
- Jones, Peter (ed.). Imagist Poetry. Penguin, 1972.
- Korg, Jacob. Winter Love: Ezra Pound and H.D.. Madison: University of Wisconsin Press, 2003. (ردمك 0-299-18390-4)
- Hughes, Gertrude Reif. "Making it Really New: Hilda Doolittle, Gwendolyn Brooks, and the Feminist Potential of Modern Poetry". American Quarterly, Volume 42, No. 3, September 1990. 375–401
- Morris, Adalaide. How to Live / What to Do: H.D.'s Cultural Poetics. Chicago: University of Illinois Press, 2003.
- Robinson, Janice S. H.D., The life and work of an American poet. Boston: Houghton Mifflin, 1982.
- Taylor, Georgina. H.D. and the public sphere of modernist women writers. Oxford: Oxford University Press, 2001.
- Bovier, François. H.D. et le groupe Pool. Lausanne, L'Âge d'homme, 2009. (ردمك 2-8251-3850-9)
- Harrell, Sarah Grace, H.D.'s incantations: Reading "Trilogy" as an occultist's creed. M.A. diss. The University of Alabama at Birmingham, 2010. (118 pages.) AAT 1488037.